# Cerkev sv. Petra, Dob pri Šentvidu
Cerkev svetega Petra je podružnična cerkev župnije Šentvid pri Stični, ki stoji na vzhodnem robu naselja.

## Opis
Dob pri Šentvidu, ki leži na robu kraške kotline ob potoku Dobnica, se prvič omenja leta 1145 kot stiška posest. Kljub temu se cerkev sv. Petra prvič omenja šele leta 1643. V 18. stoletju so cerkev temeljito prezidali. Tako je dobila zakristijo, ladijski obok, prezbiterij in zvonik. Dragoceno delo v cerkvi je slika Marije dobrega sveta, delo Fortunata Werganta.